# Mozilla

Mozillas logo.

Mozilla är en fri programvarugemenskap som skapades 1998 av medlemmar i Netscape. "Mozilla" ses också som en term och avser ett antal saker relaterade till den idag nedlagda Netscape och dess relaterade programvaror, inkluderat dess efterföljare Mozilla Foundation.
Detta kan avses med Mozilla:
- projektet som drivs av Mozilla Foundation för att skapa programvara med öppen källkod (se vidare nedan)
- programvaran Mozilla Application Suite
- maskoten för Netscape Communications Corporation/Mozilla Foundation
- samlingsnamn för Mozilla Foundation/Mozilla Corporation/Mozilla Messaging

## Projektet Mozilla
Projektet Mozilla skapades för att skapa nästa generations programpaket åt Netscape. Mozilla Organization skapades 1998 och tog hand om utvecklingen, men blev sedan officiellt en non-profit-organisation 15 juli 2003 och fick namnet Mozilla Foundation. Idag skapar projektet ett flertal programvaror.
Dessa programvaror innefattar bland annat:
- Firefox
- Thunderbird
- Pocket
- Firefox Send
- Application Suite
- Bugzilla
- Firefox OS
- SeaMonkey
- Sunbird